# Corsiopsis chinensis
Corsiopsis chinensis là một loài thực vật có hoa trong họ Corsiaceae. Loài này được D.X.Zhang, R.M.K.Saunders & C.M.Hu miêu tả khoa học đầu tiên năm 1999.